# Tatra B6A2
Tatra B6A2 je tip čehoslovačke tramvajske prikolice, koju je proizvodio ČKD.

## Konstrukcija
Tatra B6A2 je jednosmjerna četveroosovinska tramvajska prikolica. Konstukcija je slična kao kod tramvaja Tatra T6A2. Upravljačnica je uklonjena, a na to mjesto su stavljene stolice. Prikolice se može spajati u kompozicije motorna kola+(motorna kola)+prikolica.

## Prototip
Prototip prikolice B6A2 (garažni broj 0022) je proizveden zajedno s dva prototipa tramvaja Tatra T6A2 1985. godine. Probne vožnje su bile u Pragu, 1986. godine su tramvaji zajedno s prikolicom odvezeni u Dresden, gdje prikolica dobiva garažni broj 276 001. Između 1990. i 2001. godine je kompozicija služila za razgledavanje grada. Zatim je prikolica izrezana, kao i jedan tramvaj Tatra T6A2.

## Nabava prikolica
Od 1985. do 1990. godine je proizvedeno 92 prikolice.
| Država   | Grad      | Tip   | Godine prodaje | Isporučeno prikolica | Garažni brojevi             | Izmjene                                      | Izvori |
| -------- | --------- | ----- | -------------- | -------------------- | --------------------------- | -------------------------------------------- | ------ |
| Njemačka | Berlin    | B6A2D | 1988. – 1990.  | 64                   | Vidi: Pregled g.b. (Berlin) |                                              | [ 1 ]  |
| Njemačka | Dresden   | B6A2D | 1985. – 1988.  | 2                    | 276 001, 276 002            |                                              | [ 1 ]  |
| Njemačka | Leipzig   | B6A2D | 1988. – 1990.  | 14                   | 801-814                     |                                              | [ 1 ]  |
| Njemačka | Magdeburg | B6A2D | 1989.          | 3                    | 2143-2145                   | Prikolice iz Schwerina imaju g. b. 2146-2148 | [ 1 ]  |
| Njemačka | Rostock   | B6A2D | 1989. – 1990.  | 6                    | 801-806                     |                                              | [ 1 ]  |
| Njemačka | Schwerin  | B6A2D | 1989.          | 3                    | Prikolice nisu vozile       | Prikolice voze u Magdeburgu                  | [ 1 ]  |

Pregled g.b. (Berlin): prikolice B6A2 su imale brojeve: 268 201-268 259, 5560-5564.
Ovo je tablica isporuke za prikolice B6A2. Neki gradovi su mogli prodati prikolice drugim gradovima koji nisu ni imale te prikolice (npr. prikolice iz Rostocka su prodane u Szeged).